# Campanelle
Le campanelle sono un particolare registro dell'organo.

## Struttura
Le campanelle sono un meccanismo nato per imitare il suono di piccole campane. Simile al cymbelstern, generalmente il registro è costituito da un disco sul quale sono attaccati campanelli o tubi in acciaio, rame o bronzo, colpiti da un congegno meccanico dotato di martelletti azionato dall'aria dell'organo.
I risuonatori in metallo, anziché su una ruota, possono anche essere posti su un piano e intonati in vario modo, come nel glockenspiel, in modo tale che, agendo sui tasti dei manuali o sulla pedaliera, l'organista possa realizzare delle melodie.
Il primo esemplare di questo registro è attestato, nel 1709, nella pedaliera dell'organo della Blasiuskirche a Mühlhausen, in Germania.
Il registro è anche conosciuto con i nomi di Tonus fabri ("suono del fabbro"), Glockenspiel o Kalkantenglock.